# 村松町
村松町（むらまつまち）は、新潟県中蒲原郡の町。2006年1月1日、五泉市と新設合併したため消滅した。現五泉市域の南半分を占める。

## 概要

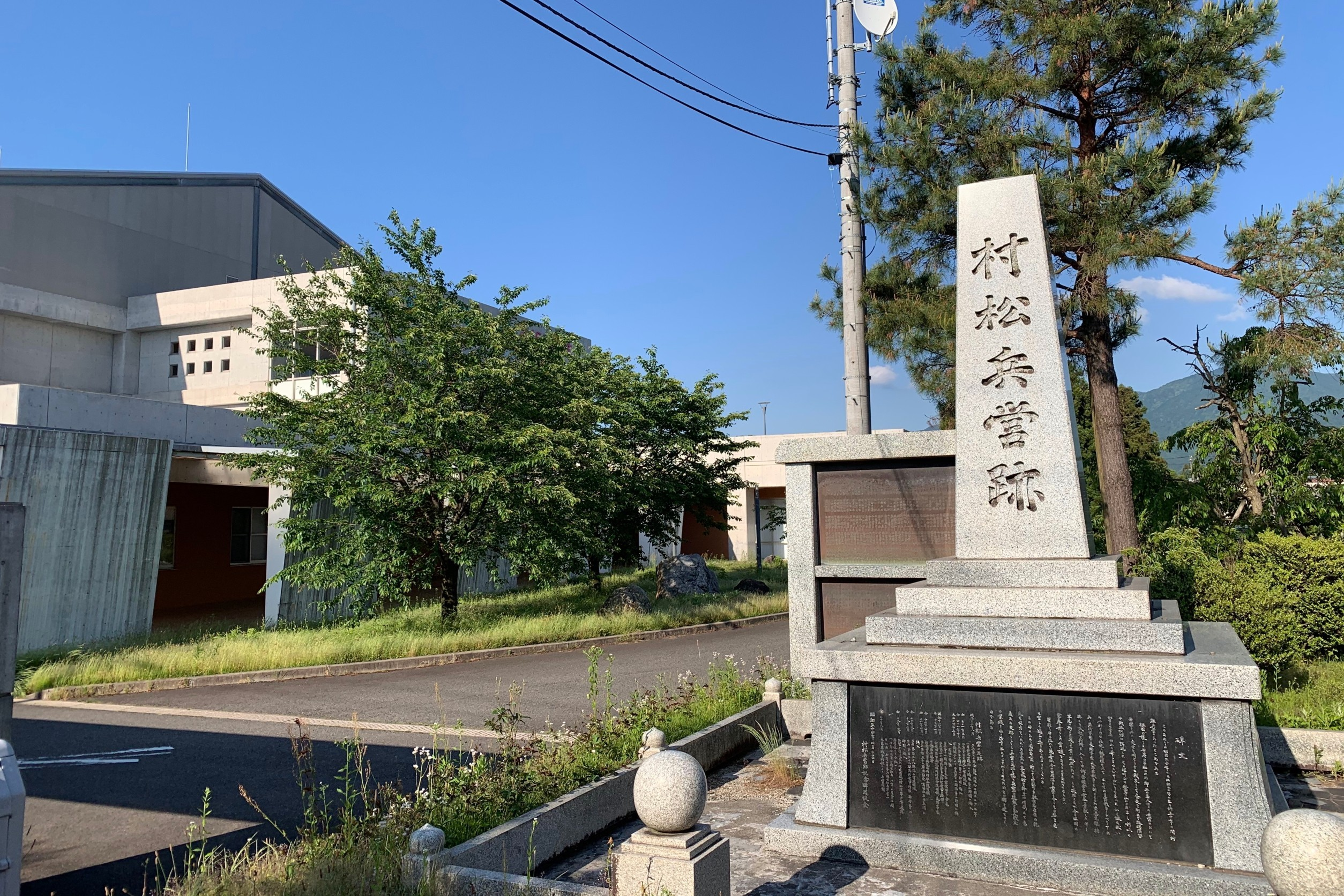
村松体育館さくらアリーナ（合併後に完成した施設）にある「村松兵営跡」の碑（合併後の2020年5月に撮影）

近世には旧村松藩の藩庁村松城の城下町として、戦前・戦中は軍都として栄えた。戦後は農業と繊維産業が盛んである。町内には能代川、早出川が流れる。
五泉市への通勤率は18.6%・新潟市への通勤率は16.5%（いずれも平成17年国勢調査）。

## 歴史

### 村松大火
1946年（昭和21年）5月8日、町の中心部の鮮魚商から出火した火が市街地に燃え広がり、花火屋の火薬にも引火・爆発。死者2名、罹災人口約4,000名、焼損棟数約1,300棟の大惨事となり、役場や国民学校、郵便局、警察署、図書館、片倉製糸越後工場も焼失した。

### 沿革
- 1889年（明治22年）4月1日 - 町村制施行に伴い中蒲原郡村松町が町制施行し、村松町が発足。
- 1955年（昭和30年）3月31日 - 中蒲原郡大蒲原村、川内村、十全村、菅名村（一部）と合併し、村松町を新設。
- 1962年（昭和37年）8月1日 - （旧）五泉市と境界の一部を変更。
- 2006年（平成18年）1月1日 - （旧）五泉市と合併し五泉市を新設して消滅。

## 町長
- 高岡忠弘

## 産業
農林水産業
稲作のほか、果樹栽培や鯉の養殖が盛ん。
工業

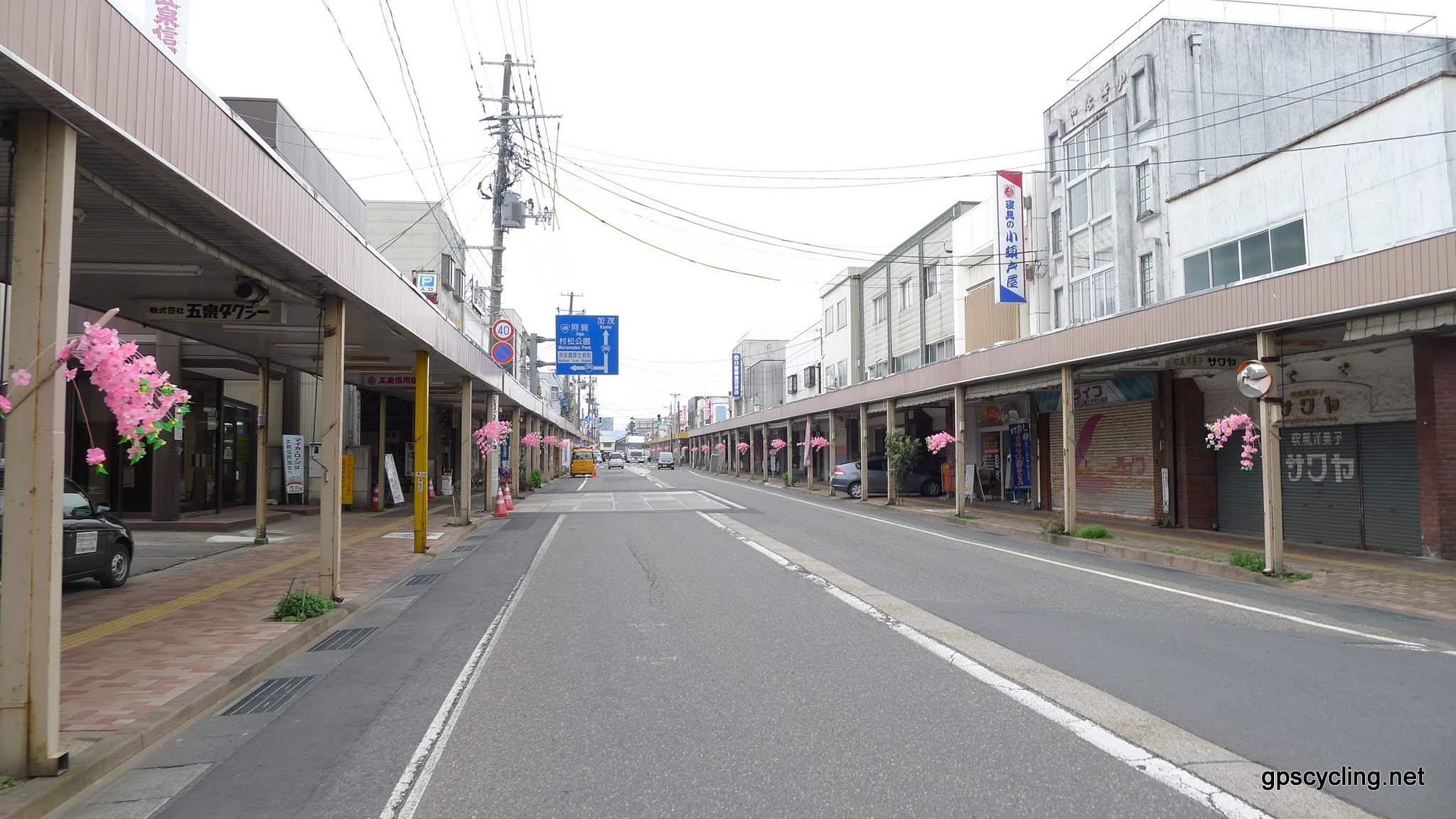
村松市街

1927年（昭和2年）に片倉越後製糸が設立され、信越製糸村上工場、大倉製糸新発田工場に次ぐ県内3位の設備釜数と、県内トップの生糸製造高を持つ工場となった。
- 村松町工業団地[5]（村松工業団地[6]）

町内に拠点を置く主な企業
- たいまつ食品

商業
中心部の商店街には1973年（昭和48年）から1975年（昭和50年）にかけて片持ち式のアーケードが整備された。
藩政時代より下町・仲町・上町を中心とした六斎市「三・八の市」が開かれており、1961年（昭和36年）以降は国道昇格に伴い移転したものの継続されている。

## 教育
小学校
- 村松町立大蒲原小学校
- 村松町立村松小学校
- 村松町立十全小学校（合併後の2015年閉校）
- 村松町立村松東小学校（合併後の2012年川内小と統合し五泉市立愛宕小学校へ）
- 村松町立川内小学校（合併後の2012年村松東小と統合し五泉市立愛宕小学校へ）

中学校
- 村松町立村松桜中学校
- 村松町立山王中学校（合併後の2017年愛宕中と統合し村松桜中へ）
- 村松町立愛宕中学校（合併後の2017年山王中と統合し村松桜中へ）

高等学校
- 新潟県立村松高等学校

## 交通

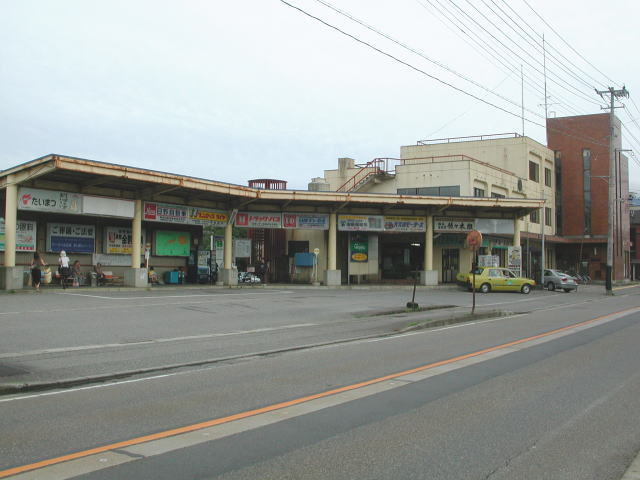
蒲原鉄道 村松駅バスターミナル

### 道路
高速道路
なし
一般国道
- 国道290号

都道府県道
- 主要地方道
  - 新潟県道7号新津村松線
  - 新潟県道17号新潟村松三川線
  - 新潟県道67号村松田上線

### バス
- 蒲原鉄道を参照。

### 鉄道
- かつては加茂～五泉間に鉄道路線（蒲原鉄道線）があり、村松駅が町内の中心駅となっていたが、1999年に全線廃止となった。

## 施設
- 幼稚園 - 村松幼稚園
- 保育所 - 村松第1保育園、村松第3保育園、大蒲原保育園、川内保育園、戸倉保育園
- 村松町立放課後児童クラブ - さくら児童クラブ
- 新潟大学農学部付属フィールド科学研究センター（耕地生産部）村松ステーション
- 村松文化劇場 - 1969年の村松町では唯一の映画館[8]。

## 名所・旧跡・観光スポット・祭事・催事

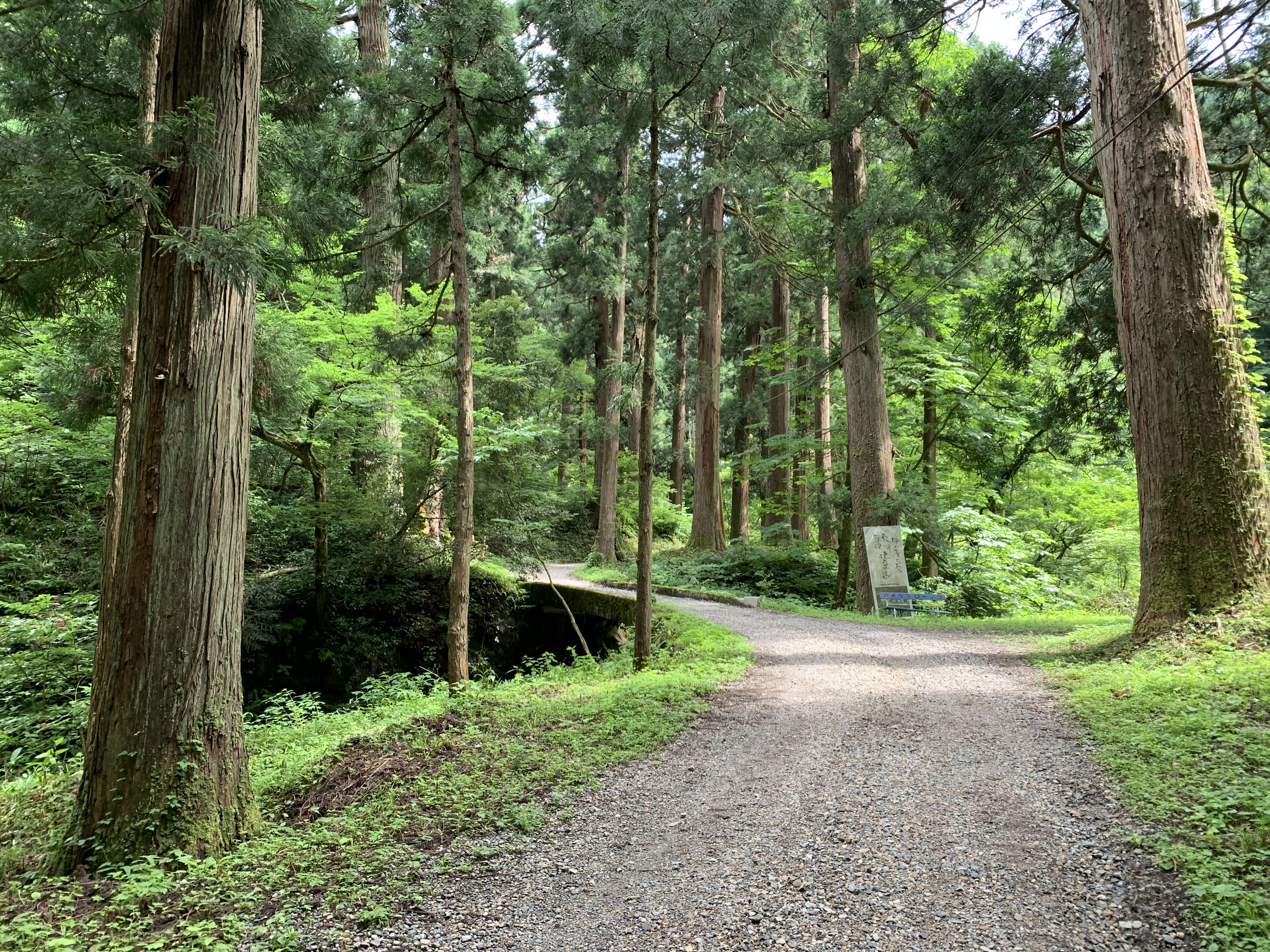
慈光寺 杉並木

- さくらんど温泉
- 村松城跡公園
- 村松町郷土資料館
- 村松公園
- 忠犬タマ公
- 慈光寺・黄金の里会館
- 大沢鍾乳洞
- 仙見川・早出川の渓谷
  - 衣岩、夫婦滝、壺滝
- 早出川ダム
- チャレンジランド杉川
- 金割鉱泉
- 観光農園（栗園、りんご園）
- むらまつさかなパーク玉泉（淡水魚水族館）[9]

## 出身有名人
- 加藤沢男（体操選手）